# Hellingly
Hellingly – wieś w Anglii, w hrabstwie East Sussex, w dystrykcie Wealden. Leży 74 km na południe od Londynu. W 2007 miejscowość liczyła 1552 mieszkańców.